# Antoine Le Moiturier
Antoine Le Moiturier, nacido en Aviñón en c. 1425 y fallecido en París en c. 1497, fue un escultor francés del siglo XV. Su obra más importante es el le retablo del altar mayor de la iglesia de Saint-Pierre en Aviñón.

## Datos biográficos
Sobrino y discípulo de Jacques Morel, trabajó en la tumba del duque Carlos I de Borbón, en Souvigny. En 1461, se instaló en la rue de la Peyrolerie, tras haber sido contratado por Jacques Oboli para realizar el retablo del altar mayor de la iglesia de Saint Pierre (fr:) de Aviñón, que fue su mejor obra pero de la que sólo quedan fragmentos.

## Obras

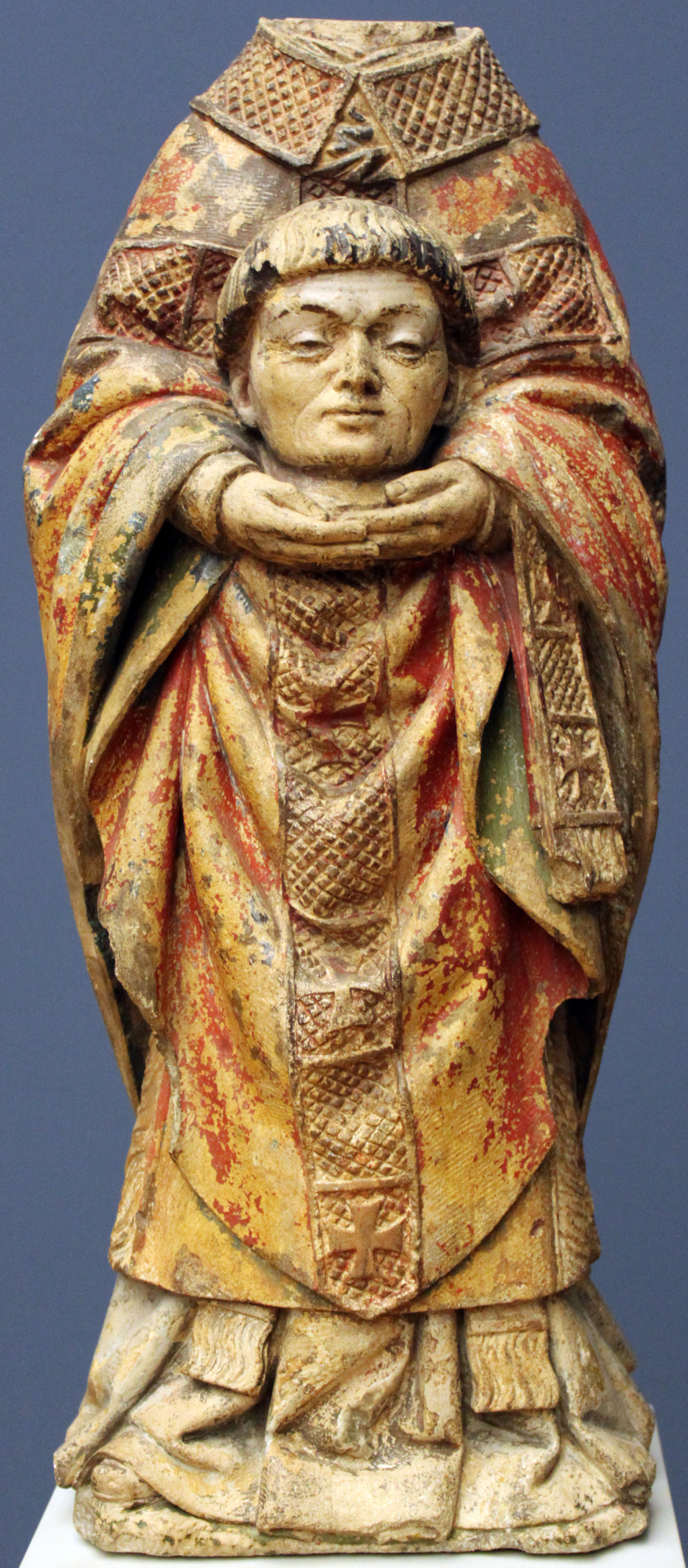
Estatua de Saint Denis.

Las obras más destacadas que se han conservado son:
- Retablo destinado al altar mayor de la iglesia de Saint Pierre en Aviñón.
- Tumba del duque Juan I de Borgoña, conocido como Juan Sin Miedo : abandonado sin terminar por el escultor aragonés Juan de la Huerta, el monumento fue confiado al escultor aviñonés en 1461. Él terminó la escultura de los dolientes, de las efigies y los leones. La tumba se conserva en la actualidad en el Museo de Bellas Artes de Dijon (fr:).
- Thomas de Plaine (nl:), estatua, piedra pintada, realizada hacia 1475 para una de las capillas de la iglesia de los Jacobinos de Poligny en el le Jura, conservada en el museo del Louvre.